# Jimmy Rosenberg

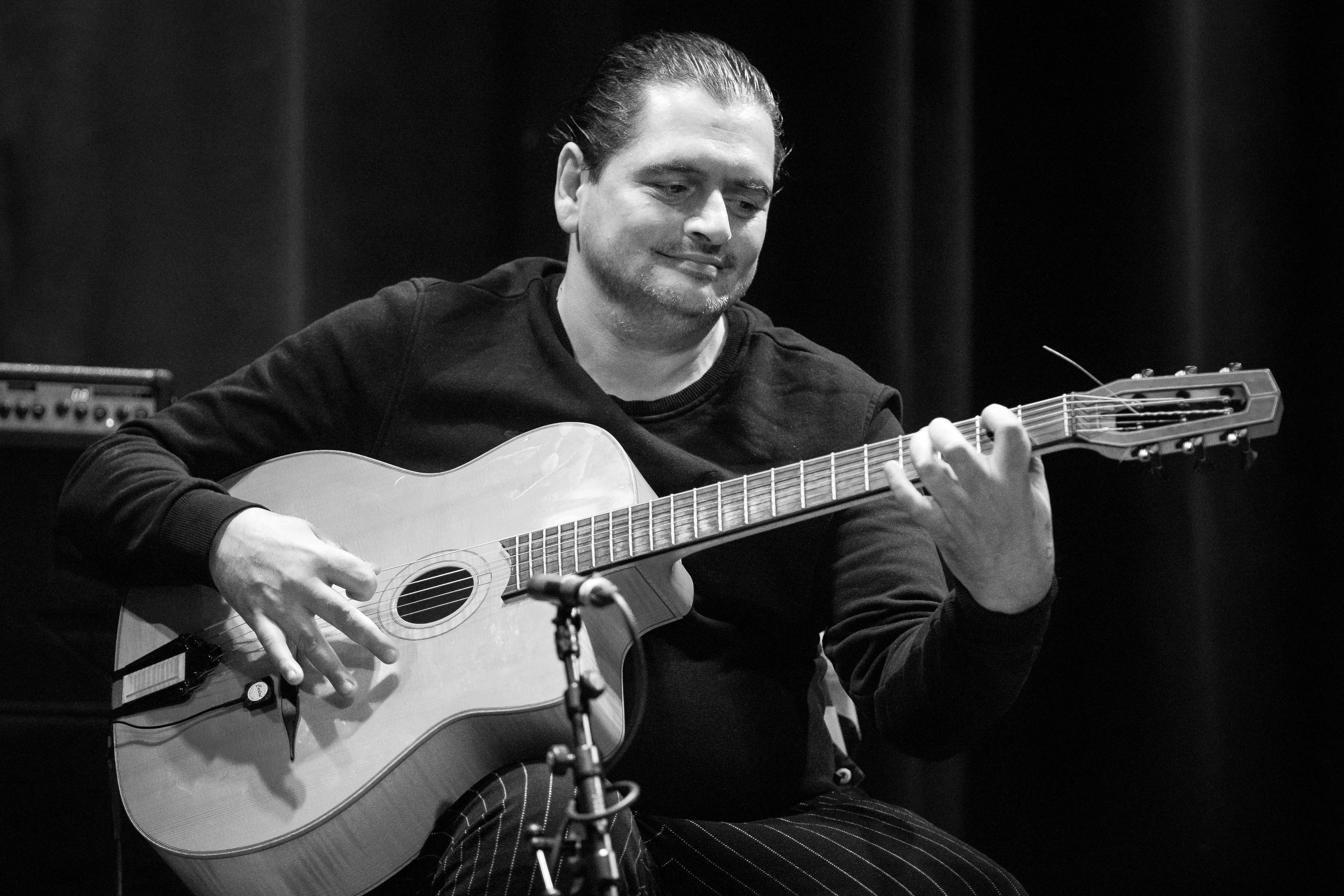
Jimmy Rosenberg (Oslo, 2024)
Bild: Tore Sætre

Jimmy Rosenberg (Joseph Rosenberg, * 10. April 1980 in Helmond) ist ein niederländischer Jazzgitarrist.

## Leben und Wirken
Der aus einer Sinti-Familie stammende Rosenberg ist der Cousin von Mozes, Nonnie, Nous'che und Stochelo Rosenberg. In früher Kindheit spielte er Violine, bevor er siebenjährig zur Gitarre wechselte. 1989 trat er in John Jeremys Dokumentarfilm Django’s Legacy mit dem Trio Gypsy Kids auf.
1991 trat er beim Django-Reinhardt-Festival in Samois-sur-Seine auf und spielte im Amsterdamer Concertgebouw ein Duo mit Stéphane Grappelli. Im Folgejahr nahm er mit den Gipsy Kids die CD Safari auf. Es folgten Auftritte mit Biréli Lagrène, Stochelo Rosenberg, Angelo Debarre, Philip Catherine und anderen.
1996 gründete Rosenberg mit Johnny und Rinus Steinbach das Trio Gipsy, mit dem er im gleichen Jahr eine USA-Tournee unternahm und das gleichnamige Album aufnahm. In Norwegen spielte die Gruppe mit Babik Reinhardt das Album Hot Shots ein.
Nach einer Tournee durch Norwegen und Schweden trat Rosenberg 1998 in der New Yorker Carnegie Hall mit Les Paul, George Benson und Frank Vignola auf. 2000 erfolgte ein zweiter Auftritt in der Carnegie Hall, außerdem spielte er neben Babik Reinhardt und Biréli Lagrène im Jazzclub Birdland.
Nach 2000 arbeitete Rosenberg vorrangig in Norwegen, wo er mehrere Alben beim Label Hot Club Records veröffentlichte. Das Album Swinging with Jimmy (2003) mit dem Hot Club de Norvège wurde von der norwegischen Komponistenvereinigung NOPA als „Werk des Jahres“ ausgezeichnet. 2006 erschien Jeroen Berkvens’ Dokumentarfilm Jimmy Rosenberg, De vader, de Zoon & het Talent, der im Folgejahr mehrere Preise beim Krakauer Filmfestival erhielt.
Nach mehr als einem Jahrzehnt Pause kehrte Rosenberg 2022 zurück, um auf dem Jazzfestival in Mailand und wiederum in Samois-sur-Seine zu spielen. Zudem gründete er die Jimmy Rosenberg Academy.

## Diskographische Hinweise
- Safari mit Falko Reinhardt, Sani van Mullem, Marcel Serierse, Hans Vromans, Eddie Conard, Charlotte Bon, Klaus Wit, 1992
- Hot Club de Norvège Swinging with Jimmy Rosenberg, 1993
- Sinti mit Johnny Rosenberg, Rinus Steinbach, Ton Op't Hos, 1994
- Hot Club Presents (featuring Biréli Lagrène and Angelo Debarre) (2000 unter dem Titel The One and Only), 1997
- Hot Club de Norvège: Swinging with Vertavo, Angelo & Jimmy mit Jon Larsen, Per Frydenlund, Finn Hauge, Svein Aarbostad, Ulf Wakenius, Øyvor Volle, Berit Værnes, Henninge Batnes, Bjorg Værnes, Angelo Debarre, 1991, 1993, 1995
- Hot Club De Suede: With Jimmy Rosenberg mit Andreas Öberg, Per Frydenlund, Martin Sjøstedt, 2002
- Trio mit Nomy Rosenberg, Svein Aarbostad, 2004
- Stian Carstensen: Rose Room, 2004
- Swinging with Jimmy mit Biréli Lagrène, Babik Reinhardt, Angelo Debarre, Andreas Öberg, Jon Larsen, Ola Kvernberg, Reinier Voet, 1993, 2004
- Jimmy Rosenberg is Back mit Nomy Rosenberg, Arnoud van den Berg, Maarten van Neerven, 2007
- Jimmy Rosenberg at the Bimhuis mit Nomy Rosenberg, Arnoud van den Berg, Marc Meader, dem Robin Nolan Trio (Robin Nolan, Kevin Nolan und Arnoud van den Berg) und den Basily Boys (Zonzo Basily, Noekie Basily, Raklo Basily, Marc Giordano und Tucsi Basily), 2007
- Jimmy Rosenberg & Jon Larsen Jon & Jimmy (2010, mit Stochelo Rosenberg, Angelo Debarre, Stian Carstensen, Andreas Öberg, Alain Antonietto, Pascal de Loutchek)
- The Alternative One and Only Album (2014, mit Angelo Debarre, Biréli Lagrène, Svein Aarbostad; Aufnahmen von 1997)